# Carl L. Becker
Carl Lotus Becker (Waterloo, 7 de setembro de 1873 - Ithaca, 10 de abril de 1945) foi um historiador estadunidense.

## Biografia
Carl Becker é frequentemente listado entre os proponentes da New History nos Estados Unidos, juntamente com James Harvey Robinson, Frederick Jackson Turner e Charles Beard. Em 1931, foi o presidente da American Historical Association. Seu texto elaborado para a conferência de posse, Every man is his own historian, causou um impacto dificilmente imaginado pelo historiador, sendo considerado o ponto de partida de uma interpretação subjetiva e relativista da história no contexto da historiografia norte-americana. Este trabalho foi frequentemente citado por seus sucessores, tendo sido usado tanto para encorajar uma maior aproximação da história com o público, quanto para estimular a modéstia na interpretação histórica. Um de seus livros mais conhecidos, A Cidade Celestial dos Filósofos do Século XVIII, examina não apenas as ideias dos filósofos setecentistas, como a crença no progresso e na perfectibilidade humana, mas igualmente o ímpeto e sucesso por parte destes em estabelecer uma conexão entre a tradição cristã e o secularismo iluminista. No decorrer da Segunda Guerra Mundial, Becker se voltou contra o relativismo histórico defendido anos atrás, clamando pela necessidade de uma orientação ética para a escrita da história.

## Obra

### Livros
- 1908 - Partidos Políticos na Província de Nova Iorque entre 1766-75 (Political Parties in the Province of New York from 1766-75)
- 1915 - As Origens do Povo Americano (The Beginnings of the American People)
- 1918 - A Véspera da Revolução (The Eve of the Revolution)
- 1922 - A Declaração de Independência - Um Estudo sobre a História de Ideias Políticas (The Declaration of Independence - A Study in the History of Political Ideas)
- 1924 - Nosso Grande Experimento em Democracia (Our Great Experiment in Democracy)
- 1926 - O Espírito de 1976 (The Spirit of '76, coautoria de G. M. Clark e W. E. Dodd)
- 1931 - História Moderna (Modern History)
- 1932 - A Cidade Celestial dos Filósofos do Século XVIII (The Heavenly City of the Eighteenth-Century Philosophers)
- 1936 - Progresso e Poder (Progress and Power)
- 1938 - História da Civilização (Story of Civilization, coautoria de Frederick Duncalf)
- 1941 - Democracia Moderna (Modern Democracy)
- 1941 - Nova Liberdades para o Velho (New Liberties for Old)
- 1943 - Universidade Cornell: Fundadores e a Fundação (Cornell University: Founders and the Founding)
- 1944 - Quão Novo será o Mundo Melhor? Uma Discussão sobre Reconstrução Pós-Guerra (How New Will the Better World Be? A Discussion of Post-War Reconstruction)
- 1945 - Liberdade e Responsabilidade no Estilo de Vida Norte-Americano (Freedom and Responsability in the American Way of Life)

### Artigos e ensaios
- 1903 - A Nomeação e Eleição de Delegados de Nova Iorque ao Primeiro Congresso Continental, 1774 (The Nomination and Election of Delegates From New York to the First Continental Congress, 1774)
- 1921 - Lord Bryce sobre as Democracias Modernas (Lord Bryce on Modern Democracies)
- 1928 - As Memórias e Correspondências de Madame Roland (The Memoirs and the Letters of Madame Roland)
- 1931 - O Homem Comum é seu próprio historiador (Everyman his own historian)
- 1938 - O que é Historiografia? (What is Historiography?)
- 1940 - A Tradição Cornell: Liberdade e Responsabilidade (The Cornell Tradition: Freedom and Responsability)
- 1943 - O que Ainda Vive na Filosofia Política de Thomas Jefferson (What Is Still Living in the Political Philosophy of Thomas Jefferson)